# Sophie Adelheid in Bayern

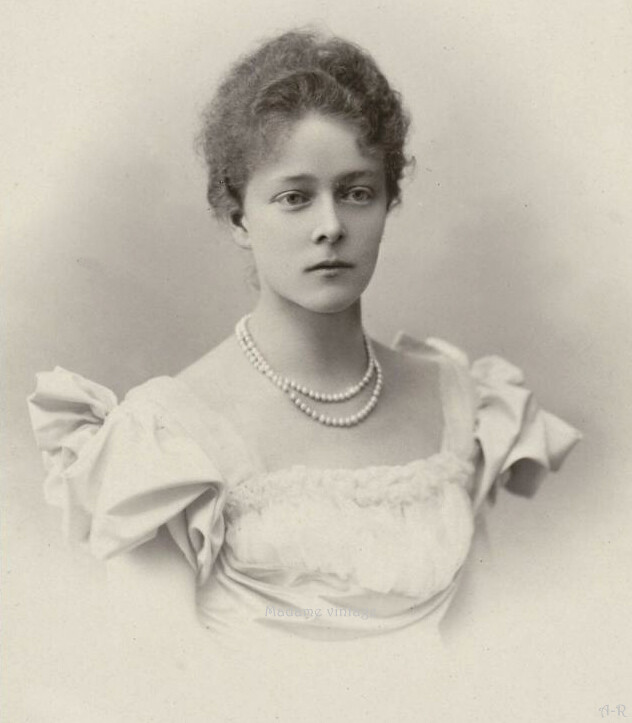
Sophie Adelheid in Bayern

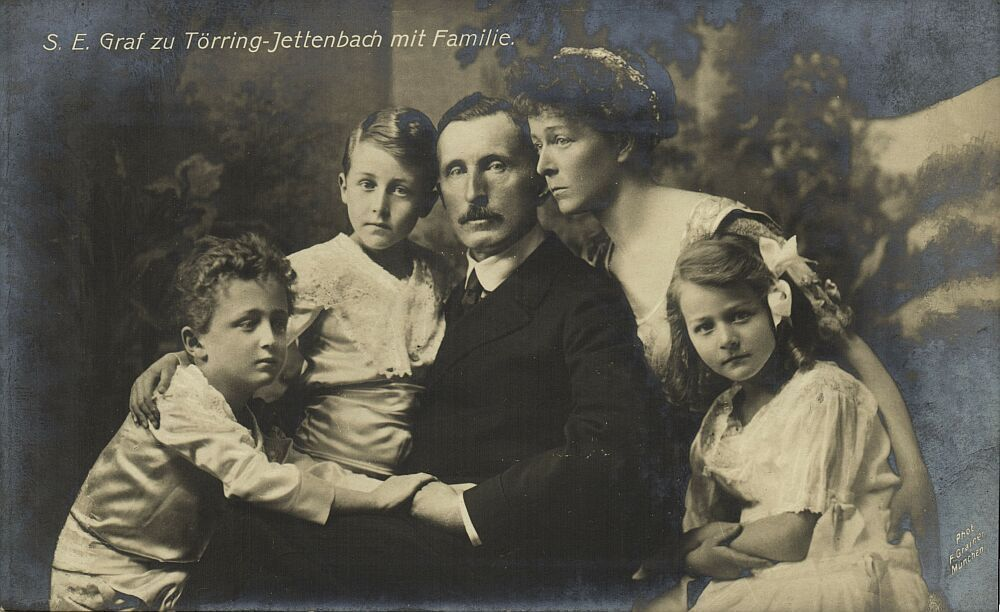
Sophie Adelheid mit ihrem Ehemann und ihren Kindern Hans Heribert, Karl Theodor und Antonia um 1910

Sophie Adelheid Herzogin in Bayern (vollständiger Name Sophie Adelheid Ludovika Maria; * 22. Februar 1875 in Possenhofen; † 4. September 1957 auf Schloss Seefeld) war eine bayrische Prinzessin.

## Leben

### Herkunft
Sophie Adelheid war die erste Tochter des Herzogs Karl Theodor in Bayern und seiner zweiten Ehefrau Maria Josepha de Bragança, einer Infantin von Portugal. Ihre Tante väterlicherseits war Kaiserin Elisabeth von Österreich „Sisi“. Sie war die Schwester von Königin Elisabeth von Belgien, der Gemahlin Albert I. sowie Marie Gabrielle, der Ehefrau des letzten bayrischen Kronprinzen Rupprecht. Sie wurde nach der ersten Frau ihres Vaters, Prinzessin Sophie von Sachsen, benannt. Aus dieser Ehe stammte die Halbschwester Amalie. Außerdem hatte sie mit Franz Joseph und Ludwig Wilhelm zwei jüngere Brüder. 

### Jugend und Heirat
Mit ihren Geschwistern wuchs Sophie Adelheid vornehmlich auf Schloss Possenhofen am Starnberger See auf. Sie erhielt eine Erziehung, die einem Mädchen der damaligen Zeit zugesprochen war. Dazu zählten Fremdsprachen, Naturwissenschaften, Mathematik, Geografie und Geschichte. Ferner förderte ihr Vater, der als Augenarzt praktizierte, ihre musischen und künstlerischen Fähigkeiten. Die Mutter Maria Josepha legte in der Erziehung ihrer Töchter großen Wert auf Religiosität und versuchte ein Gefühl von Verantwortung und Respekt für Traditionen und Religion zu vermitteln.  
Am 26. Juli 1898 heiratete sie den Grafen Hans Veit zu Toerring-Jettenbach, den Sohn von Graf Clemens zu Toerring-Jettenbach-Gutenzell und dessen Gattin Franziska, einer geborenen Gräfin von Paumgarten, in einer großen Hochzeit auf Schloss Seefeld. Clemens zu Toerring-Jettenbach hatte 1888 die Bestätigung als Erbe des standesherrlichen Hauses Toerring-Gutenzell und damit die Anerkennung als Vertreter Hochadels mit dem Prädikat Erlaucht erhalten. Die Ehe zwischen Prinzessin Sophie Adelheid und Graf Hans Veit war demnach ebenbürtig. Eine Erhebung in den Fürstenstand durch Prinzregent Luitpold anlässlich der Hochzeit lehnte Hans Veit ab.  
Das Paar hatte zwei Söhne und eine Tochter.  
Sophie Adelheid überlebte ihren 1929 verstorbenen Gatten um 28 Jahre und starb am 4. September 1957 mit 82 Jahren auf Schloss Seefeld in Bayern.

## Nachkommen
- Karl Theodor (1900–1967) ⚭ Prinzessin Elisabeth von Griechenland und Dänemark
- Marie José Antonia (1902–1988) ⚭ Anton Woerner
- Hans Heribert (1903–1977) ⚭ 1. Victoria Lindpainter; 2. Baroness Maria Immaculata Waldbott von Bassenheim

| Personendaten    | Personendaten                                     |
| ---------------- | ------------------------------------------------- |
| NAME             | Sophie Adelheid in Bayern                         |
| ALTERNATIVNAMEN  | Sophie Adelheid Ludovika Maria Herzogin in Bayern |
| KURZBESCHREIBUNG | bayrische Prinzessin                              |
| GEBURTSDATUM     | 22. Februar 1875                                  |
| GEBURTSORT       | Possenhofen                                       |
| STERBEDATUM      | 4. September 1957                                 |
| STERBEORT        | Schloss Seefeld                                   |